# Orbellia barbata
Orbellia barbata är en tvåvingeart som först beskrevs av Garrett 1921.  Orbellia barbata ingår i släktet Orbellia och familjen myllflugor. Inga underarter finns listade i Catalogue of Life.